# Stazione di Buttapietra
La stazione di Buttapietra è una stazione ferroviaria posta sul tronco comune alle linee Verona-Bologna e Verona-Rovigo. Serve il centro abitato di Buttapietra.
La gestione degli impianti è affidata a Rete Ferroviaria Italiana.

## Strutture e impianti
Il fabbricato viaggiatori è composto da due livelli: uno superiore adibito ad abitazione privata ed uno inferiore non più aperto al pubblico dove era ubicata la biglietteria e l'ufficio del Dirigente Movimento, oltre che la sala d'attesa.
Ai lati del fabbricato viaggiatori sono presenti due edifici a singolo livello non accessibili al pubblico dove sono presenti locali tecnologici. All'esterno della stazione è presente un parcheggio per automobili e per biciclette.
Il piazzale di stazione è composto da 4 binari:
- Binario 1: Prosecuzione del binario dispari della linea, binario di corretto tracciato dotato di marciapiede dove di norma effettuano servizio i treni per Bologna/Rovigo.
- Binario 2: Prosecuzione del binario pari della linea, binario di corretto tracciato dotato di marciapiede dove di norma effettuano servizio i treni per Verona Porta Nuova.
- Binario 3: binario di precedenza dotato di marciapiede.
- Binario 4: binario di precedenza non dotato di marciapiede.

I primi 3 binari sono collegati tramite sottopassaggio con scalinate e anche da un percorso alternativo per persone a mobilità ridotta e biciclette. 
Inoltre è presente un binario che si dirama dal binario 4 a servizio della Sottostazione elettrica ferroviaria locale.

## Movimento
La stazione è servita da tutti i treni regionali della relazione Verona Porta Nuova - Rovigo effettuati da Trenitalia da alcune corse Verona Porta Nuova - Bologna Centrale effettuate da Trenitalia Tper, con complessivamente circa 35 treni che effettuano servizio in questa stazione, nei giorni festivi è prevista una riduzione dei servizi che effettuano fermata.

## Servizi
La stazione offre i seguenti servizi:
- Biglietteria self-service (aperta 24/24h).
- Sottopassaggio
- Parcheggio automobili
- Parcheggio biciclette
- Stazione accessibile ai disabili.